# カツペル・プシビウコ
カツペル・プシビウコ（Kacper Przybyłko、1993年3月25日 - ）は、ドイツ出身のポーランド人サッカー選手。シカゴ・ファイアーFC所属。ポジションはFW。

## クラブ経歴
地元クラブであるアルミニア・ビーレフェルトでプロキャリアをスタート。
2012年1月31日、1.FCケルンに移籍。
2014年夏、SpVggグロイター・フュルトと3年契約を結んだ。
2015年7月、1.FCカイザースラウテルンに移籍。
2018年夏にカイザースラウテルンを退団。その後、2.ブンデスリーガの1.FCマクデブルクのトライアルに参加したが、正式契約には至らなかった。
2018年9月、メジャーリーグサッカーのフィラデルフィア・ユニオンと契約を結んだ。
2022年1月22日、シカゴ・ファイアーFCに移籍した。

## 代表歴
ドイツ生まれであるが、各年代で一貫してポーランド代表でプレーしている。

## 人物
ポーランドにルーツを持つ。
双子の兄弟のヤクブもサッカー選手。長兄のマテウシュはドイツの陸上競技(走り高跳び)選手。

## タイトル

### クラブ
フィラデルフィア・ユニオン
- サポーターズ・シールド (1) : 2020

### 個人
- CONCACAFチャンピオンズリーグ 得点王 (1) : 2021